# 陳學冬
陳學冬（英語：Chenny Chen，1990年6月28日—），中國大陸男演員、歌手。浙江溫州人，2011年赴韓國接受Cube Entertainment娛樂公司培訓。2013年起拍攝《小時代》系列電影走紅。

## 經歷

### 學歷
- 初中：溫州市第二中學（2004-2007年）
- 高中：溫州市第二高級中學（2007-2010年）
- 大學：上海音樂學院音樂劇系（2010-2014年）

### 近年
於2023年2月24日陳學冬發微博更新近況，首度透露近月消失原因是出車禍，新照則是坐在輪椅上的模樣。2023年9月22日，陳學冬再次發微博更新近況，表示這已經是他做過的第三次手術了。之後又做了一次手術。

## 影視作品

### 電影
| 年份   | 電影名稱                  | 角色             |
| 2013年 | 小時代                    | 周崇光           |
| 2013年 | 小时代：青木时代          | 周崇光           |
| 2014年 | 小时代3：刺金时代         | 周崇光/陸燒      |
| 2014年 | 壞姐姐之拆婚聯盟          | 黃一峰           |
| 2015年 | 柏靈頓：熊愛趴趴走        | 柏靈頓(中文配音) |
| 2015年 | 小時代：靈魂盡頭          | 陸燒             |
| 2015年 | 從天兒降                  | 辰默             |
| 2016年 | 高跟鞋先生                | 林森森           |
| 2016年 | 爵迹                      | 麒零             |
| 2016年 | 長城                      | 禁卫军将领       |
| 2017年 | 巨额来电                  | 丁小田           |
| 2018年 | 武林怪兽                  | 甄劍             |
| 2020年 | 爵跡2：冷血狂宴(網絡播出) | 麒零             |

### 電視劇
| 年份 | 劇名                       | 角色          |
| 2014 | 小時代之摺紙時代           | 陸之問        |
| 2016 | 是！尚先生                 | 尚鉑燃/甄冠軍 |
| 2016 | 解密                       | 容金珍        |
| 2017 | 夏至未至                   | 傅小司        |
| 2022 | 原来是老师啊！             | 向東南        |
| 2022 | 漂洋过海再爱你(2019年拍攝) | 郝未来        |
| 待播 | 小夜曲                     | 馮安寧        |
| 待播 | 永恒的使命                 | 鄧恩銘        |

## 綜藝節目

### 固定綜藝節目
| 播出年份 | 播出日期           | 播出平台 | 节目名称             | 备注                |
| -------- | ------------------ | -------- | -------------------- | ------------------- |
| 2014年   | 10月17日－12月26日 | 湖南衛視 | 一年級 (第一季)      | 實習班主任          |
| 2015年   | 7月23日－10月23日  | 江蘇衛視 | 真心英雄             | 主持人              |
| 2016年   | 6月4日－8月20日    | 浙江衛視 | 挑戰者聯盟 (第二季)  | 主持人              |
| 2017年   | 7月1日－9月16日    | 浙江衛視 | 挑戰者聯盟 (第三季)  | 主持人              |
| 2018年   | 5月5日－8月4日     | 北京衛視 | 跨界歌王 (第三季)    | 選手                |
| 2018年   | 5月27日－8月12日   | 騰訊視頻 | 放开我北鼻 (第三季)  | 常駐嘉賓            |
| 2018年   | 7月7日－9月22日    | 湖南衛視 | 我家那小子           | 常駐嘉賓            |
| 2019     | 8月3日－10月25日   | 浙江衛視 | 各位遊客請注意       | 常駐嘉賓            |
| 2020年   | 7月4日－7月25日    | 優酷     | 看我的生活           | 固定出演（第7期起） |
| 2020年   | 7月31日－9月30日   | 湖南衛視 | 元氣滿滿的哥哥       | 常駐嘉賓            |
| 2021年   | 6月11日－8月27日   | 爱奇艺   | 做家务的男人(第三季) | 常驻嘉宾            |

## 音樂作品

### 單曲/專輯
| 年度   | 歌名       | 備註                         |
| 2013年 | 面面心跳   | 電影 小時代 插曲             |
| 2013年 | 萬物無邪   | 電影 小時代2-青木時代 插曲   |
| 2014年 | 不再見     | 電影 小時代3-刺金時代 插曲   |
| 2014年 | 一年級     | 真人秀節目 一年級 主題曲     |
| 2015年 | 歲月縫花   | 電影 小時代4-靈魂盡頭 片尾曲 |
| 2015年 | 我們都一樣 | 小時代官方遊戲 主題曲        |
| 2016年 | 碎碎恋     | 電視劇 是！尚先生 主題曲     |
| 2016年 | 人间沙     | 電影 爵迹 片尾曲             |
| 2020年 | 縱然       | 電影 冷血狂宴 片尾曲         |
| 2020年 | 孤獨學     | 專輯                         |
| 2021年 | 穷叉叉     | 个人全新单曲                 |

## 獎項

### 大型頒獎禮獎項
| 年份 | 獎項 |
| 2008 | - 新丝路模特大赛－浙江赛區男模最佳風采獎 |
| 2013 | - 新浪街拍盛典－最佳人氣獎 - BQ红人榜颁奖典礼－年度电影新演员奖 - 青春的選擇年度盛典－最受欢迎新锐男演員獎 - 第4届樂視盛典－年度电影新锐男演员獎《小時代》 - 《风尚志》七周年颁奖盛典－新人奖 |
| 2014 | - 新浪微博之夜－微博年度吸引力獎 - 新申美妆大赏－年度風尚紳士獎 - 芭莎男士年度人物盛典－年度吸引力明星獎 - 优酷全视频之夜－吸引力人物獎                                                       |
| 2015 | - 新浪微博之夜－微博年度男神獎 - 第19屆全球華語榜中榜－最具突破力歌手獎《不再見》 - 芭莎男士年度人物盛典－年度吸引力明星獎                                                                    |
| 2016 | - 芭莎男士年度人物盛典－年度吸引力明星獎 |

## 資料參考
1. ↑  
陳學冬染髮紮小馬尾　節目播出被打矇 （页面存档备份，存于） 2018.7.8 TVBS
2. ↑  
遇嚴重車禍　陳學冬晒恐怖短片揭劫後真相 （页面存档备份，存于） 2023.2.24 on.cc東網
3. ↑  
陈学冬自曝车祸中受伤，已做了三次手术：还好脸没事 （页面存档备份，存于） 2023.9.22 on.cc 新浪新闻
4. ↑  . 联合早报. 2025-06-04  [2025-06-05] （中文）.

## 外部連結
- 陳學冬的新浪微博
- 陳學冬灰姬 （页面存档备份，存于）的新浪微博
- 陳學冬的Instagram帳戶
- 陳學冬在互联网电影资料库（IMDb）上的資料（英文）
- 陳學冬在香港影庫上的簡介
- 陳學冬在豆瓣上的资料（简体中文）
- 華文影史庫 陳學冬 簡介